# The King：永遠的君主
《The King：永遠的君主》（：／ Deo King: Yeongwonui gunju），為韓國SBS於2020年4月17日起播出的金土連續劇。由《太陽的後裔》、《雲畫的月光》的白尚勳、《請輸入檢索詞WWW》的鄭智炫導演與曾編寫《繼承者們》、《太陽的後裔》、《孤單又燦爛的神－鬼怪》、《陽光先生》等多部人氣劇集的金銀淑作家合作製作。此劇以現實的大韓民國和平行世界的君主立宪制國家—「大韓帝國」為背景，講述試圖關閉連接現實世界的次元之門的大韓帝國皇帝李袞（李敏鎬飾），與大韓民國刑警鄭太乙（金高銀飾）跨越空間的愛情故事。
由於集合演員，編劇，廣泛的宣傳和製作預算，被譽為2020年上半年最受期待的劇集之一，. 亦創下了SBS 2020年周五至週六電視劇首映收視率最高的記錄 。. 它還連續八周保持在每週《Wavve》戲劇排行榜的第一位. 
Netflix於4月17日起全球同步播放。在印度，馬來西亞，菲律賓和新加坡被Netflix評為2020年最受歡迎的韓國電視連續劇，也是美國、加拿大、澳洲排名前二的韓國電視連續劇之一。  在香港, 台灣登上Netflix奇幻類型榜首。
但是，此劇的評論也好壞參半，國內電視收視率也低於預期。新聞媒體將其歸因於串流媒體平台的競爭以及對其劇本，製作和各種爭議的批評。

## 演員陣容

### 主要人物
| 演員                   | 角色                | 介紹 |
| 李敏鎬 （少年：鄭賢俊) | 李衮 （兒名：李坤） | 大韓帝國第三任皇帝，外表秀麗、氣派，在國民眼中是文武雙全的完美君主。對他來說皇宮本該是最安全的堡壘，但事實上卻同時也是最危險的戰場，是隨時可能像父親一樣死於非命的地方。他在7歲時目睹了父親被叔叔弒殺的謀反之夜，終身難忘，自此後每晚都在枕戈待旦的壓力下度過。與偉人相比，他更希望後世記載自己是一個平凡的皇帝。比起模糊的語言，他更喜歡準確的數字，是典型的理科男人，所以他經常逃離皇宮。無論是作為海軍軍官服役兩年，還是參與學術大會在海外各地流轉，都是一種逃離。                                                                    |
| 李敏鎬 （少年：鄭賢俊) | 李知薰              | 大韓民國人，宋正惠的兒子。 |
| 金高銀                 | 鄭太乙              | 大韓民國的重案組刑警。個性大方率直，強韌又重感情，在同齡小孩陶醉於童話故事的時候，她和爸爸著迷於《警察廳的人們》中。成年後，她順理成章地成為警察，但是出現了重大問題，她的數學能力極差，合格地考上警察是重案組裏的奇蹟。有罪必罰是她的一貫主張，有一天在光化門廣場遇見了來自平行世界自稱皇帝的李袞，這個違反了《道路交通法》，言行又像是個瘋子的怪異英俊青年闖入了她的生活，從此後更改變了她的命運。 |
| 金高銀                 | 露娜(Luna) 具瑞景   | 大韓帝國罪犯，被遺棄在皇帝居住的城市的底層賤民。她沒有父母和戶籍，當然也沒有身份證，從小時候起就自己找食物、找地方睡覺，要變強是本能。就這樣她積累了盜竊、施暴、偽造文書、擅自闖入等經歷。諷刺的是，她被關進監獄之時，第一次有了「身份」。在劇情故事開始時已因癌症末期而即將死亡，「Luna」這個名字是她自己取的，來自她小區裏住得最久的一隻街貓的名字。 |
| 金高銀                 | 露娜(Luna) 具瑞景   | 年幼時偷竊，後被具瑞怜的母親收養，名為具瑞景。從此導入正途，2022年與姜鉉旻成為情侶。 |
| 金高銀                 | 鄭恩景              | 航空公司機長(實際名字不明)、陸軍軍官，李袞在不同時空分岔中所遇見和鄭太乙相對應的化身。 |
| 金高銀                 | 鄭太蘿              | 氣質浮誇的女明星，李袞在不同時空分岔中所遇見和鄭太乙相對應的化身 |
| 金高銀                 | 鄭孝珍              | 和母親相依為命的警官，李袞在不同時空分岔中所遇見和鄭太乙相對應的化身 |
| 禹棹煥 （童年：鄭時律) | 曹誾燮              | 大韓民國人，正在休學，義務役(公益兵)。他每年夢想至少會變化兩次，從成為消防員、警察，到公務員、偶像、大企業社長等等，一個也沒有實現，目前是在警察廳民怨室工作的公益兵。在退役前幾天，他遇到一個自稱是大韓帝國皇帝的奇怪男人，從此點燃了他第63個夢想。而在最後李袞回到過去阻止李霖穿越、改變一切之後，成為國家情報人員、失去與帝國世界有關的所有記憶。 |
| 禹棹煥 （童年：鄭時律) | 曹影                | 大韓帝國皇家近衛隊隊長，李袞的親信。他的祖輩都是武臣，是家族的長孫，可以說成為皇帝的影子就是他的命運。對於他來說，李袞既是兄弟又是朋友，他在四歲時在李袞的登基儀式第一次見到他。他看見小皇帝像是被遺棄般，強忍住哭泣登基，在這時就希望主君得到幸福。他在皇帝登基後，成為他的好玩伴，從那時起宮裏就開始響起李袞的笑聲，皇帝只會在他面前笑或哭，他希望李袞能與他相處時感到不孤獨。 |
| 金景南 （少年：文佑鎮) | 姜薪栽              | 重案組刑警。小時候，他的家境還算不錯，經營中小企業的爸爸非常親切，媽媽非常和藹。但是，在15歲時爸爸因瀆職貪污被拘留，他的噩夢也是從那時開始的。搬到單間房後，媽媽性格改變，在家裏和學校都感到很痛苦，甚至迷失了自我。後來，他開始找到了新生活成為刑警，無論對手是小朋友還是通緝犯，他總是公平冷靜地辦事。在他的堅持下，重案3組不斷加班，調查資料增加兩倍，因此他正以罕見的超高速晉升中。他有時會好奇對於太乙來說，自己是同事還是家人，雖然很喜歡太乙但是她從來沒有喜歡過自己。                                                            |
| 金景南 （少年：文佑鎮) | 姜鉉旻              | 大韓帝國人 |
| 鄭恩彩 （少年：申秀妍) | 具瑞怜                | 大韓帝國首位女性總理。她在卑賤的出身中拼命學習，最終擔任了9點新聞的主播，但就到為止，沒有錢的她再也無處上流。於是她選擇了結婚，以婆家的錢和名譽進入政界，成為了政黨發言人出現在新聞中。利用完婆家後，她以離婚的堅強女性形象讓年輕的女性選民雀躍，加上睿智的外表、流利的口才和進步的政策，令她步入政壇7年後終於當選總理。成為總理的她下一個目標就是皇帝李袞，每當李袞和她在一起的照片出現在新聞上時，她的支持率就會大幅上升。當她聽說皇帝有了女人時，她感到生氣，認為適合在他旁邊的女人應該是自己。她的嫉妒總是讓她朝著最黑暗的方向發展。 |
| 鄭恩彩 （少年：申秀妍) | 具誾兒              | 大韓民國人 |

### 大韓帝國 ( 대한제국 )

#### 皇室 ( 황실 )
| 演員   | 角色   | 介紹 |
| 金英玉 | 盧玉南 | 皇室女官，正五品提調尚宮。她在17歲入宮，在宮中度過一生，現時白髮蒼蒼兼患有關節炎，需要拄着柺杖。她被稱為皇室的白虎，是歷經三朝皇帝的尚宮，皇室的每一處都經她沾手。她在李袞失去雙親後全心全意地教育和撫養他，是李袞為數不多能依靠的人。她認為皇帝年過三十也無意結婚，是對宗廟和社稷都很危險。 |
| 全茂松 | 李仁   | 部榮君，1945年生，大韓帝國皇室排行第二的皇室宗親，李霖和先皇帝（李袞爸爸李浩）的堂兄。他是醫學專業出身，目前在母校擔任教授，但如果皇帝李袞有不測的話，繼承序列第一的將是他。他是未能登上皇位的皇族，歷經三代均被排除在政治和權力之外，但是每當政權交替時繼承排序出現分歧時，前來與他搭線的人就會增多，他的人生中很像伴隨着逆謀的影子。但那些陰險的話並沒有動搖他清正廉潔的品性，他把自己的血脈送到海外以平息流言。 |
| 金容智 | 明勝雅 | 皇室公報室勤務，營運皇室社交媒體及官方網站，負責發佈報道資料及起訴惡意留言，父母和兄弟們已移民到加拿大居住。成為皇室發言人，是她的夢想。 |
| 白賢珠 | 毛賢雅 | 皇室發言人，也是李袞的祕書室長。面對經常離家出走的皇帝，她也自由自在地調整行程，能力非常出色。後於2022年就任大韓帝國總理。 |
| 李洪耐 | 石浩弼 | 近衛隊副隊長，出生於平安南道，操著平壤方言。 |
| 崔宇成 | 金基元 | 近衛隊一員。 |

#### 李衮相關人物
| 演員   | 角色   | 介紹 |
| 李廷鎮 | 李霖   | 金親王，李袞的大伯，擁有40歲的面孔，實際年齡為69歲。他是先皇帝（李袞爸爸李浩）的同父異母哥哥，出生時是長子，但媽媽沒能成為皇后便死去了，被追贈為貴人。因為是庶子，直到13歲才被封為親王。他認為善良的同父異母弟弟李浩，手握權力卻無所作為。他的怒火漸成具體計劃，某個晚上他殺掉先皇帝，他的慾望最終釀成禍端。他看透了人的慾望，決心成為比慾望更大的存在，希望把李袞手中的權力弄到手。 |
| 李廷鎮 | 李成宰 | 大韓民國人，宋正惠的大伯，李知薰的大伯父。坐在韓椅上行動不便，被李霖殺死。 |
| 李海英 | 劉慶茂 | 李霖的手下。在謀反之夜，李霖被子彈打中，一隻肩膀殘廢。得知李霖去世的消息後，他躲在鹽田生活。若干年後，在悲慘的他面前，完全沒有變老的李霖復活，看來他是神一樣。只要是李霖的命令，他什麼都會做。 |

#### 其他人物
| 演員   | 角色                   | 介紹 |
| 朴知硏 | 朴智英                 | 瑞怜的大學後輩。她是大型製藥公司創始人的孫女，也是財閥家族的兒媳婦。她不能相信卑賤的海鮮店女兒竟然成為總理，嫉妒瑞的人氣。 |
| 姜基棟 | 金秘書                 | 瑞怜的隨行秘書，被稱為總理的影子或祕線，全程陪同瑞怜參加所有正式行程，卻一言不發、毫無表情的可疑男子。                       |
| 姜基棟 | 瑞怜坐牢時的監獄管理員。 | |
| 黃英熙 | 閔善英                 | 鉉旻的媽媽。1995年試圖帶鉉旻自殺，後被李霖安插以朴淑真的身分在皇宮內作為宮人通風報信。                                   |
| 姜洪錫 | 張彌勒 (장 미엘)       | 近衛隊實習隊員，隊內綽號是「張米 ( 장미 )」（字音同「玫瑰」）。                                                          |
| 金正英 |                        | 瑞怜的媽媽，在市場賣海產。                                                                                                 |
| 韓基中 | 朴哲雍                 | 大民黨議員。 |
| 李采京 |                        | 大民黨國會議員。 |

### 大韓民國 ( 대한민국 )

#### 太乙周邊人物
| 演員   | 角色   | 介紹 |
| 全培秀 | 鄭道仁 | 太乙的爸爸，跆拳道教練。25年前，他因癌症失去了妻子，獨自撫養太乙成人。他免費教育被疏遠階層的孩子和不良青少年的做法，引起了家長們的不滿。因此，跆拳道場的月租總是由太乙負責，與其說要與世道妥協，他更是百折不撓。不論地位高低，他都是嚴於律己的模範，也是有著自己獨特天地的真正長輩。                                                                 |
| 徐正妍 | 宋正惠 | 大韓民國人，李知薰的媽媽。有著李袞的母親的外表，沒有沒做過的工作的女子，從洗碗、打掃建築、排檔和派發傳單等等都做過，但丈夫的賭債並沒有減少。她本來打算攢兩百萬就和兒子一起逃走的，但是某一天令人難以置信的事情發生，大伯從輪椅上站起來走路，並告知她丈夫死掉了。然後她聽到小兒子的訃告才恍然大悟，看到了從輪椅上站起來的惡魔的臉，他不是自己的大伯。 |
| 金容智 | 明娜莉 | 業主，目前在跆拳道場旁邊經營咖啡廳。她是太乙的高中後輩，在那時獲得很多關注，單是加入的社團就有數十個。她父母和兄弟們已移民到加拿大居住，可謂是金湯匙出身的女子。 |

#### 警察廳 ( 경찰청 )
| 演員   | 角色                 | 介紹 |
| 朴元相 | 朴文植               | 重案三組組長，妻子是國立科學調查研究院的驗屍醫生。他是一個正義、判斷迅速，把隊員安危放在首位的好上司。他覺得自己的家庭福份很好，已沒有什麼可以追求，現在剩下的一件事就是夢想著接受總統表彰。                                                                                       |
| 姜洪錫 | 張米迦勒 (장 미카엘) | 重案三組最年輕的組員，外貌、語氣、着裝與普通刑警不同，與黑社會絕對無法區分。但是他比任何人都細心，以洗禮名「米迦勒 ( 미카엘 )」為名字，彷彿與惡魔搏鬥就是上帝在人間給他的召命，因此他總是勇敢地對壞人破口大罵。與外表不同，隊內綽號是「張米 ( 장미 )」（字音同「薔薇（玫瑰）」）。 |
| 许栋元 | 沈刑警               | 重案3組萬年調查刑警，出身釜山，說話粗野但心性不狠，不忘照顧隊員大小事。在文植的擔心和組員們的熱情中，他能夠保持溫暖的溫度。 |
| 安詩荷 | 金熙珠               | 國立科學調查研究院驗屍醫生，文植的妻子。 |
| 宋尚恩 | 慶蘭                 | 鍾路警察局科學調查組組員，與太乙同期入職的刑警。 |

#### 其他人物
| 演員   | 角色   | 介紹 |
| 黃英熙 | 閔華妍 | 薪栽的媽媽。自從丈夫被拘留後她就迅速崩潰，甚至參與賭博，令薪栽十分痛苦。                                     |
| 金東均 |        | 薪栽的爸爸，華妍的丈夫。                                                                                     |
| 素珍   | 趙海仁 | 精神科醫生，薪栽的精神科主治醫生。                                                                           |
| 鄭藝娜 | 曹誾非 | 誾燮的雙胞胎弟妹，性格聰明。                                                                                 |
| 薛宇亨 | 曹誾宇 | 誾燮的雙胞胎弟妹，性格聰明。                                                                                 |
| 金煜   | 崔南俊 | 太乙的高中同學。                                                                                             |
| 朴勳   |        | 曹影／曹誾燮 的父親。                                                                                        |
| 崔喬植 |        | 金飾店老闆。                                                                                                 |
| 金鐘泰 | 李尚道 | 李尚道殺人事件受害者。                                                                                       |
| 楊賢民 | 建達   | 地下賭場案嫌疑人，高利貸業主。                                                                               |
| 朴知硏 |        | 身懷六甲，命運多舛的女子。因為長相和大韓帝國的朴智英一模一樣，被李霖找到，遊說她去假冒朴智英，藉以改變命運。 |

### 特別出演
| 演員   | 角色                                   | 介紹                                                                   |
| 權律   | 李浩                                   | 李霖同父異母的弟弟，大韓帝國皇帝李袞的爸爸，大韓帝國先皇帝，被李霖殺死 |
| 權律   | 大韓民國人，李知薰的爸爸，宋正惠的丈夫 |                                                                        |
| 許在浩 | 金福萬                                 | 殺人案及非法網站賭博案嫌疑人                                           |
| 朱藝琳 | 敏智                                   | 皇家幼兒園學生                                                         |
| 全盧民 | 崔基泰                                 | 艦長                                                                   |
| 河勝理 | 夏妍子                                 | 大韓帝國皇宮安檢隊                                                     |
| 河勝理 | 張延子                                 | 大韓民國殺害室友的嫌疑人                                               |
| 太仁鎬 | 崔敏憲                                 | 瑞怜的前夫，KU集團會長                                                   |
| 徐宇真 |                                        | 毛賢雅的兒子                                                           |
| 金寶敏 |                                        | 笛靈                                                                   |

## 原聲帶
- Part.1（發行日期：2020年4月18日）

| 曲序 | 曲目                                  | 演唱   | 时长 |
| ---- | ------------------------------------- | ------ | ---- |
| 1.   | I Just Want To Stay With You          | Zion.T | 3:27 |
| 2.   | I Just Want To Stay With You（Inst.） |        | 3:27 |

- Part.2（發行日期：2020年4月19日）

| 曲序 | 曲目           | 演唱            | 时长 |
| ---- | -------------- | --------------- | ---- |
| 1.   | Orbit          | 華莎（MAMAMOO） | 3:06 |
| 2.   | Orbit（Inst.） |                 | 3:06 |

- Part.3（發行日期：2020年4月24日）

| 曲序 | 曲目        | 演唱           | 时长 |
| ---- | ----------- | -------------- | ---- |
| 1.   | 緣（연）    | 金鐘萬（Nell） | 3:13 |
| 2.   | 緣（Inst.） |                | 3:13 |

- Part.4（發行日期：2020年4月25日）

| 曲序 | 曲目          | 演唱   | 时长 |
| ---- | ------------- | ------ | ---- |
| 1.   | Maze          | 朴容主 | 3:43 |
| 2.   | Maze（Inst.） |        | 3:43 |

- Part.5（發行日期：2020年5月2日）

| 曲序 | 曲目                    | 演唱   | 时长 |
| ---- | ----------------------- | ------ | ---- |
| 1.   | I Fall In Love          | 河成雲 | 3:55 |
| 2.   | I Fall In Love（Inst.） |        | 3:55 |

- Part.6（發行日期：2020年5月3日）

| 曲序 | 曲目                      | 演唱    | 时长 |
| ---- | ------------------------- | ------- | ---- |
| 1.   | Please Don't Cry          | Davichi | 3:55 |
| 2.   | Please Don't Cry（Inst.） |         | 3:55 |

- Part.7（發行日期：2020年5月9日）

| 曲序 | 曲目                                        | 演唱     | 时长 |
| ---- | ------------------------------------------- | -------- | ---- |
| 1.   | 無法阻止花開（꽃이 피는 걸 막을 순 없어요） | 鮮于貞娥 | 3:35 |
| 2.   | 無法阻止花開（Inst.）                       |          | 3:35 |

- Part.8（發行日期：2020年5月10日）

| 曲序 | 曲目           | 演唱     | 时长 |
| ---- | -------------- | -------- | ---- |
| 1.   | Dream          | Paul Kim | 4:03 |
| 2.   | Dream（Inst.） |          | 4:03 |

- Part.9（發行日期：2020年5月15日）

| 曲序 | 曲目                 | 演唱          | 时长 |
| ---- | -------------------- | ------------- | ---- |
| 1.   | Heart Break          | Gaeko、金娜英 | 3:10 |
| 2.   | Heart Break（Inst.） |               | 3:10 |

- Part.10（發行日期：2020年5月16日）

| 曲序 | 曲目                                             | 演唱                                  | 时长 |
| ---- | ------------------------------------------------ | ------------------------------------- | ---- |
| 1.   | 我的一天都充滿了你（나의 하루는 다 너로 가득해） | Zico（Block B）、Wendy （Red Velvet） | 3:42 |
| 2.   | 我的一天都充滿了你（Inst.）                      |                                       | 3:42 |

- Part.11（發行日期：2020年5月23日）

| 曲序 | 曲目             | 演唱  | 时长 |
| ---- | ---------------- | ----- | ---- |
| 1.   | My Love          | Gummy | 4:21 |
| 2.   | My Love（Inst.） |       | 4:21 |

- Part.12（發行日期：2020年5月29日）

| 曲序 | 曲目                           | 演唱   | 时长 |
| ---- | ------------------------------ | ------ | ---- |
| 1.   | 全部入睡的夜晚（모두 잠든 밤） | 黃致列 | 3:41 |
| 2.   | 全部入睡的夜晚（Inst.）        |        | 3:41 |

- Part.13（發行日期：2020年6月6日）

| 曲序 | 曲目                                                  | 演唱           | 时长 |
| ---- | ----------------------------------------------------- | -------------- | ---- |
| 1.   | 你是我的開始也是結束（너는 나의 시작이자 마지막이다） | 林韓星、金在奐 | 4:11 |
| 2.   | 你是我的開始也是結束（Inst.）                         |                | 4:11 |

## 收視率
| 集數       | 集數       | 播出日期   | AGB收視率        | AGB收視率      | TNmS收視率       |
| 集數       | 集數       | 播出日期   | 大韓民國（全國） | 首爾（首都圈） | 大韓民國（全國） |
| ---------- | ---------- | ---------- | ---------------- | -------------- | ---------------- |
| 1          | 1部        | 2020/04/17 | 10.1%            | 11.4%          | 9.2%             |
| 1          | 2部        | 2020/04/17 | 11.4%            | 12.9%          | 9.9%             |
| 2          | 1部        | 2020/04/18 | 8.4%             | 9.7%           | 6.8%             |
| 2          | 2部        | 2020/04/18 | 11.6%            | 12.9%          | 9.3%             |
| 3          | 1部        | 2020/04/24 | 7.8%             | 8.2%           | 8.1%             |
| 3          | 2部        | 2020/04/24 | 9.0%             | 9.4%           | 8.9%             |
| 4          | 1部        | 2020/04/25 | 8.0%             | 8.8%           | 7.3%             |
| 4          | 2部        | 2020/04/25 | 9.7%             | 10.1%          | 9.5%             |
| 5          | 1部        | 2020/05/01 | 7.6%             | 8.2%           | 6.2%             |
| 5          | 2部        | 2020/05/01 | 8.6%             | 9.3%           | 8.0%             |
| 6          | 1部        | 2020/05/02 | 7.4%             | 7.9%           | 6.4%             |
| 6          | 2部        | 2020/05/02 | 10.3%            | 10.5%          | 8.5%             |
| 7          | 1部        | 2020/05/08 | 7.0%             | 7.3%           | 6.4%             |
| 7          | 2部        | 2020/05/08 | 8.1%             | 8.7%           | 6.9%             |
| 8          | 1部        | 2020/05/09 | 6.1%             | 6.8%           |                  |
| 8          | 2部        | 2020/05/09 | 8.1%             | 8.5%           |                  |
| 9          | 1部        | 2020/05/15 | 5.8%             | 6.3%           |                  |
| 9          | 2部        | 2020/05/15 | 6.3%             | 7.0%           | 5.8%             |
| 10         | 1部        | 2020/05/16 | 6.4%             | 7.3%           |                  |
| 10         | 2部        | 2020/05/16 | 7.8%             | 8.7%           | 7.3%             |
| 11         | 1部        | 2020/05/22 | 5.2%             | 5.6%           |                  |
| 11         | 2部        | 2020/05/22 | 6.6%             | 6.8%           | 6.6%             |
| 12         | 1部        | 2020/05/23 | 6.1%             | 6.6%           |                  |
| 12         | 2部        | 2020/05/23 | 8.1%             | 8.5%           | 8.6%             |
| 13         | 1部        | 2020/05/30 | 5.6%             |                |                  |
| 13         | 2部        | 2020/05/30 | 7.7%             | 8.2%           | 8.2%             |
| 14         | 1部        | 2020/06/05 | 5.7%             | 6.5%           |                  |
| 14         | 2部        | 2020/06/05 | 6.7%             | 7.5%           | 6.1%             |
| 15         | 1部        | 2020/06/06 | 5.9%             | 6.8%           | 5.8%             |
| 15         | 2部        | 2020/06/06 | 8.1%             | 8.5%           | 7.2%             |
| 16         | 1部        | 2020/06/12 | 5.8%             | 6.2%           |                  |
| 16         | 2部        | 2020/06/12 | 8.1%             | 8.7%           | 7.1%             |
| 平均收視率 | 平均收視率 | 平均收視率 | 7.58%            | 8.38%          | －               |

- 收視最低的集數以藍色表示，收視最高的集數以紅色表示，而空格則表示該集的收視沒有相關數據。

## 同時段作品

### 同時段競爭作品
週末時段劇集
- tvN 週末連續劇：《Hi Bye，媽媽！》、《花樣年華－生如夏花》

### 同一劇集時段作品
週五六時段劇集
- JTBC 金土連續劇：《夫妻的世界》
- Channel A 金土連續劇：《怪咖！文主廚》

## 話題性
電視劇部分
| 日期     | 佔有率 | 排名 | 備註      |
| -------- | ------ | ---- | --------- |
| 4月第1週 | 2.97%  | 10   | 開播前2週 |
| 4月第2週 | 2.61%  | 9    | 開播前1週 |
| 4月第3週 | 22.57% | 2    |           |
| 4月第4週 | 23.04% | 2    |           |
| 4月第5週 | 26.16% | 2    |           |
| 5月第1週 | 19.40% | 2    |           |
| 5月第2週 | 16.18% | 2    |           |
| 5月第3週 | 25.26% | 1    |           |
| 5月第4週 | 18.96% | 2    |           |
| 6月第1週 | 30.57% | 1    |           |
| 6月第2週 | 24.39% | 1    |           |

演員部分
| 日期     | 排名   | 排名   |
| 日期     | 李敏鎬 | 金高銀 |
| -------- | ------ | ------ |
| 4月第3週 | 2      | 6      |
| 4月第4週 | 3      | 5      |
| 4月第5週 | 3      | 4      |
| 5月第1週 | 5      | 8      |
| 5月第2週 | 4      | 8      |
| 5月第3週 | 2      | 1      |
| 5月第4週 | 2      | 4      |
| 6月第1週 | 1      | 2      |
| 6月第2週 | 1      | 4      |

## 提名及獲獎列表
| 年度   | 頒獎典禮    | 獎項                                  | 入圍者         | 結果 |
| 2020年 | SBS演技大獎 | 奇幻及浪漫迷你劇部門 男子最優秀演技獎 | 李敏鎬         | 獲獎 |
| 2020年 | SBS演技大獎 | 奇幻及浪漫迷你劇部門 女子最優秀演技獎 | 金高銀         | 提名 |
| 2020年 | SBS演技大獎 | 奇幻及浪漫迷你劇部門 男子優秀演技獎   | 禹棹煥         | 提名 |
| 2020年 | SBS演技大獎 | 奇幻及浪漫迷你劇部門 男子優秀演技獎   | 李廷鎮         | 提名 |
| 2020年 | SBS演技大獎 | 奇幻及浪漫迷你劇部門 女子優秀演技獎   | 鄭恩彩         | 提名 |
| 2020年 | SBS演技大獎 | 最佳情侶獎                            | 李敏鎬＆金高銀 | 提名 |
| 2020年 | SBS演技大獎 | 女子助演獎                            | 金容智         | 提名 |

## 記事
- 本劇亦是男女主角李敏鎬和金高銀二度出演金銀淑作家作品。

## 外部連結
- 韓國SBS官方網站（页面存档备份，存于）
- 互联网电影数据库（IMDb）上《The King：永遠的君主》的资料（英文）
- 在Netflix上觀看《The King：永遠的君主》

| SBS 金土劇                              | SBS 金土劇                                  | SBS 金土劇 |
| --------------------------------------- | ------------------------------------------- | ---------- |
|                                         | （2020年4月17日 - 2020年6月12日）           |            |
| Hyena （2020年2月21日 - 2020年4月11日） | 便利店新星 （2020年6月19日 - 2020年8月8日） |            |